# 正直者が馬鹿を見る
正直者が馬鹿を見る（しょうじきものがばかをみる、英: No good deed goes unpunished）は、英語のことわざ。

## 概要
世の中に対する不満を表す言葉であり、世の中というのは悪賢い者がずるく立ち回って利益を得ているのに対して、正直者はずるく生きていないことから、正直者ばかりが損をしているというのが実際の世の中であるということを意味する。
誰が起こしたのか分からない問題が発生した場合に、その問題を起こした人物が正直に名乗り出たならば、その名乗り出た人物は罰せられてしまうのに対して、そこで名乗り出ず偽り続けたならば罰せられないという世の中を表す場合にもこの言葉が用いられる。

## 正直者が馬鹿を見るを題材とした作品
- 『正直者ばかりバカを見る』（2017年に池田清彦が著した書籍。現代日本の問題を取り上げて批判している[2]。）

- 『正直者はバカをみる!』（山猿の楽曲[3]）